# Pljeskavica

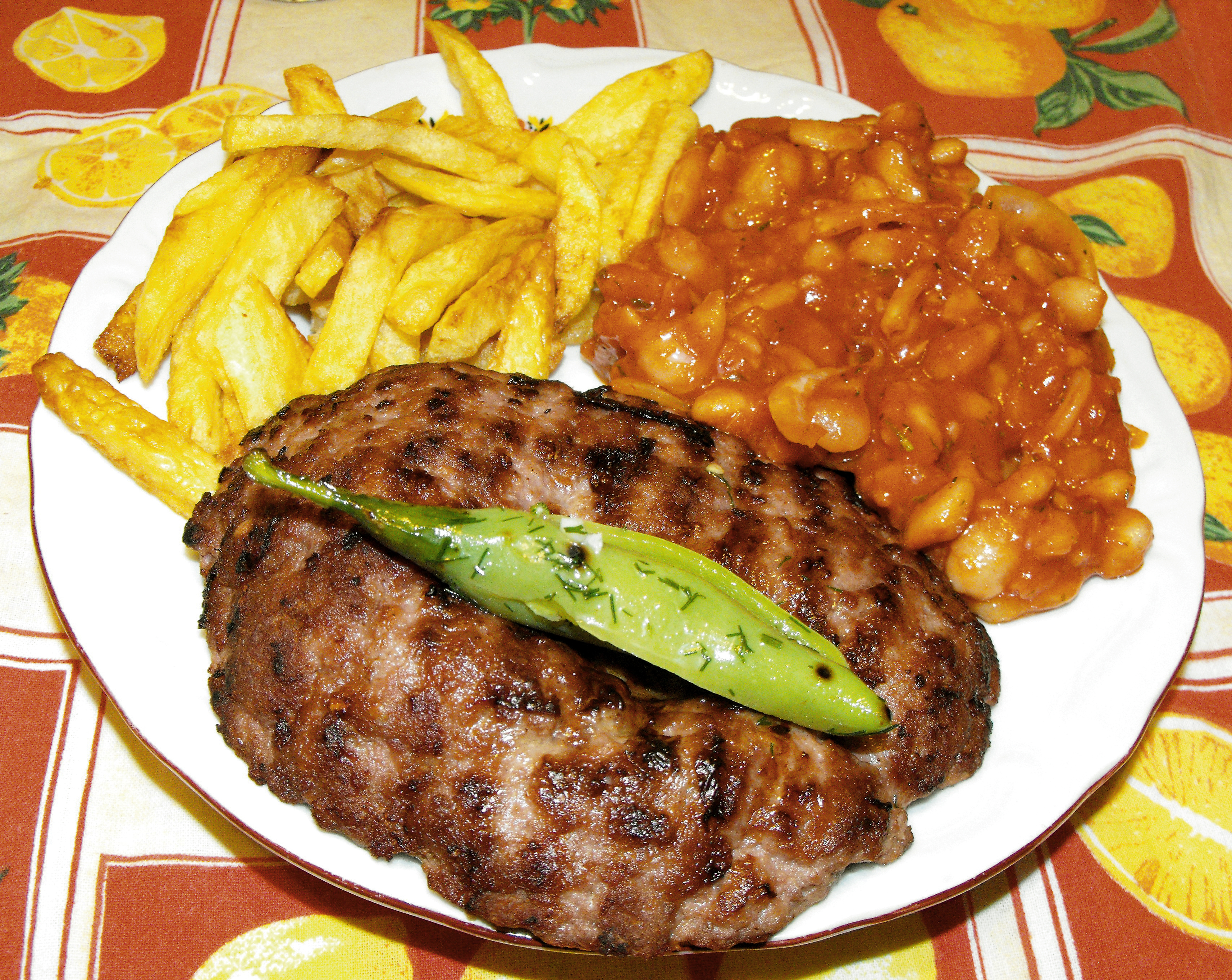
Pljeskavica con contorno di fagioli e patate fritte

La pljeskavica (pronuncia: plièscaviza; in serbo, пљескавица) è un piatto molto popolare della penisola balcanica, originario di Leskovac (Serbia). Si mangia prevalentemente negli Stati dei Balcani occidentali (Serbia, Slovenia, Croazia, Bosnia ed Erzegovina, Montenegro, Macedonia), ma può essere trovata anche in Romania e Bulgaria oppure, più raramente, in alcuni fast food balcanici in Germania e Austria.
È fatta con un misto di carni (due o più fra agnello, manzo, maiale e vitello) grigliate con cipolle. È fatta dallo stesso impasto che si prepara per i ćevapčići.
Può essere servita da sola o con dei contorni (come spesso avviene in Serbia) oppure ancora in una pita. Spesso viene condita con kaymak, ajvar o urnebes.
La più famosa è la leskovačka pljeskavica (pljeskavica di Leskovac): solitamente è fatta di carne di manzo o maiale ed è servita molto speziata e con contorno di cipolle.
Esistono altre due versioni molto comuni: la šarska pljeskavica (pljeskavica dei Monti Šar), fatta di carne di manzo ripiena di kashkaval (formaggio simile al caciocavallo), e la hajdučka pljeskavica (pljeskavica degli hajduk), fatta di carne di manzo mista a carne di maiale affumicato.